# Upland (Nebraska)
Upland es una villa ubicada en el condado de Franklin en el estado estadounidense de Nebraska. En el Censo de 2010 tenía una población de 143 habitantes y una densidad poblacional de 134,34 personas por km².

## Geografía
Upland se encuentra ubicada en las coordenadas 40°19′10″N 98°54′8″O / 40.31944, -98.90222. Según la Oficina del Censo de los Estados Unidos, Upland tiene una superficie total de 1.06 km², de la cual 1.06 km² corresponden a tierra firme y (0%) 0 km² es agua.

## Demografía
Según el censo de 2010, había 143 personas residiendo en Upland. La densidad de población era de 134,34 hab./km². De los 143 habitantes, Upland estaba compuesto por el 99.3% blancos, el 0% eran afroamericanos, el 0% eran amerindios, el 0% eran asiáticos, el 0% eran isleños del Pacífico, el 0.7% eran de otras razas y el 0% pertenecían a dos o más razas. Del total de la población el 1.4% eran hispanos o latinos de cualquier raza.